# الصومال في الألعاب الأولمبية الصيفية 2012
شاركتالصومال للمنافسة في دورة ألعاب أولمبية صيفية 2012، لندن المملكة المتحدة، في الفترة من 27 يوليو - 12 أغسطس 2012. ودخلت برياضيين اثنين في رياضة واحدة. وهي العاب القوى

## مقالات ذات صلة
- الوطن العربي في الألعاب الأولمبية الصيفية 2012